# Păstren, Stara Zagora
Păstren (în bulgară Пъстрен) este un sat în comuna Opan, regiunea Stara Zagora,  Bulgaria. 

## Demografie
Componența etnică a satului Păstren
     Bulgari (100%)
     Nicio identificare (0%)
     Altele (0%)
La recensământul din 2011, populația satului Păstren era de 229 locuitori. Din punct de vedere etnic, toți locuitorii erau bulgari.